# Mangora amchickeringi
Mangora amchickeringi là một loài nhện trong họ Araneidae.
Loài này thuộc chi Mangora. Mangora amchickeringi được Herbert Walter Levi miêu tả năm 2005.